# 格林尼治皇家天文台
格林威治皇家天文台（英語：Royal Observatory, Greenwich），舊稱皇家格林威治天文台（Royal Greenwich Observatory，簡稱RGO），是英國國王查理二世於1675年在倫敦格林威治建造的一個综合性天文台，在8月10日安放了奠基石，同時國王也創建了皇家天文學家的職位（第一位擔任此職的是約翰·弗蘭斯蒂德），以擔任天文台的台長和「致力於以最誠摯的關心和努力校正天體運動的星表，和恆星的位置，以便能正確的定出經度，使導航成為完美的藝術」。天文台座落於格林威治公園俯瞰著倫敦泰晤士河的一座小山上。

## 歷史
皇家天文台的設立是喬納·摩里爵士在1674年建議的，它的任務只是為軍械署進行測量的工作，國王查理二世被說服了，並且雇用佛蘭斯蒂德進行修建的工作。軍械署承擔了天文台的建設工作，摩里更用自己私人的經費為天文台提供了關鍵性的儀器和設備。佛蘭斯蒂德的家，原本是天文台的一部分，是由克里斯多佛·雷恩爵士在羅伯特·虎克的協助下，在英國設計的第一棟有特定科學研究目地的設施。它的建築花費了520英鎊（超出預算20英鎊），主要是用在重修漢佛萊公爵塔的材料上，因為他偏離了真北的方位13度，這使得佛蘭斯蒂德有些懊惱。
他不僅是安放佛蘭斯蒂德在編製星表的工作上所需要的科學儀器，並且也隨著時間的過去，合併了一定數量的其他工作，例如守時和後來編輯英王陛下航海年曆的辦公室。
摩里捐獻了兩個由湯瑪斯·譚品建造時鐘，被安放在20 英尺高的八角屋內，這是建築物的主室。它們有著與眾不同的設計，每個都有13 英呎（3.96米）長的鐘擺安裝在鐘的正面，很精確的每4秒鐘擺動一次，每天的誤差是空前的小，只有7秒鐘。
英國的天文學家長期以來使用格林尼治天文台座基地進行測量：四條獨立的子午線曾通過建築物。在1851年設立的經線基礎本初子午線在1884年的國際會議上得到追認，通過天文台的艾里中星儀。它長期以來原本由黃銅小條放在庭院中做指示，在1999年12月16日升級改用不鏽鋼，並且以強而有力的綠色雷射閃耀在倫敦北邊的夜空中。
古老的本初子午線已經由現代的本初子午線取代。當格林威治是活躍的天文台時，地理座標題到了本處是扁球體的基準，它的表面與平均海平面密切吻合，稱為大地水平面。全球各地有數個基準，各自採用不同的扁球體，因為全球的平均海平面的波動可以大到100米。現代的測地學參考系統，例如世界測地學系統和國際地表參考系統，使用一個唯一以地球中心扁球體。從數個球體轉移到單一的世界球體造成所有的地理座標的移動，有些還移動了數百米。本初子午線在現代的參考系中從不鏽鋼小條標示的格林威治本初子午線之處向東移動了102.5米，而該處現在是西經5.31弧秒。
格林尼治平時（GMT）是以格林尼治的觀測做為基礎的時間（直到1954年），此後，GMT時間是由其他仍然活躍的天文台計算出來的。GMT現在常被稱為世界時，是觀察那些來自銀河系外的無線電源然後計算出來的，並且轉換成幾個形式，包括UT0（來自遙遠觀測所得到的世界時）、UT1（修正極運動的世界時）和協調世界時（與SI秒在UT1的差異小於0.9秒以內的世界時）。為了協助其他的時間與格林尼治時間同步，皇家天文學家約翰·龐德在1833年安裝了報時球。在整年中的每一天都準時的在下午一點（13:00）落下（在冬天是GMT，在夏天是BST）。

### 1894年的炸彈攻擊
1894年觀測所遭到炸彈攻擊的企圖，這可能是發生在英國的第一個國際恐怖分子事件。炸彈是一位26歲的法國無政府主義者Martial Bourdin引爆的。不知道他選擇天文台的理由，也可能原本是要在其他地方引爆的。此一事件被引用在約瑟夫·康拉德的新著作秘密特工中。

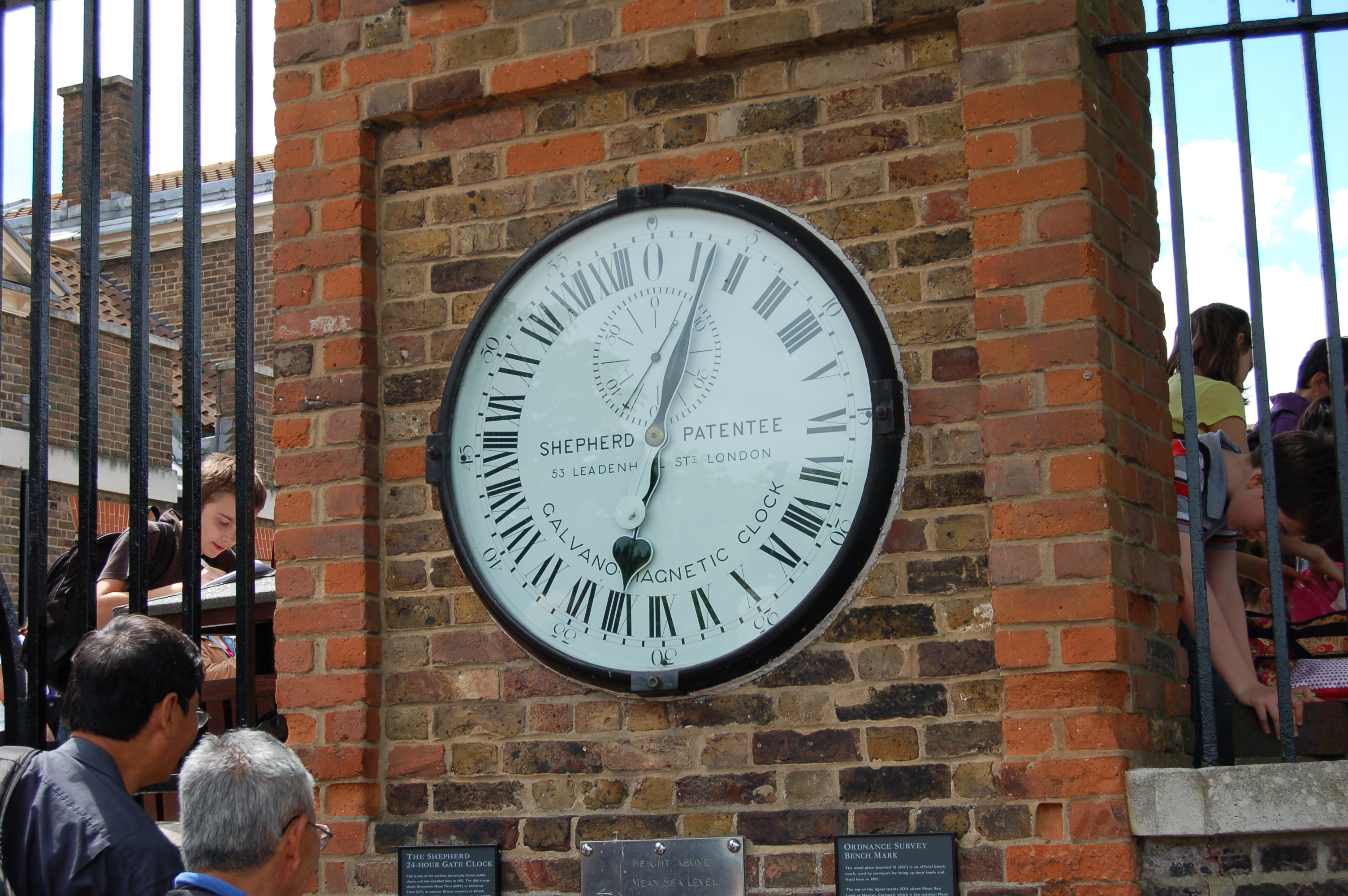
牧羊人門 24小時時鐘

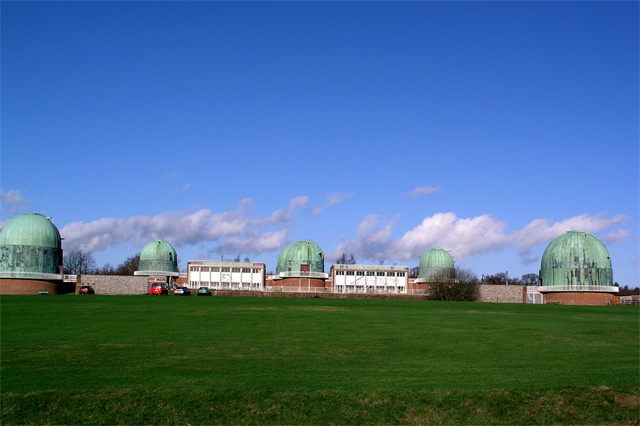
前皇家格林威治天文台，蒙蘇，東蘇塞克斯

## 天文台的現況
現在，這個建築物是英國國家航海博物館的一部分，是收藏天文和航海工具的博物館，包括著名的約翰·哈里遜得獎的航海時鐘H4和他之前的3個成品。另外幾件曾在歷史上為天文和航海提供精確的守時的人造計時器也是展示品，包括20世紀中期蘇聯製的Fedchenko鐘（曾被製造最精確並有多個複製品的擺鐘）。它也是格魯伯在1893年製作的28英吋折射望遠鏡的歸宿，這是當時在英國最大的此類望遠鏡。在觀測所大門外的牧羊人時鐘是早期電子鐘的一個例子。在2005年2月，耗資1,500萬英鎊的改建工程開始，以提供新的天象館和另外的展示畫廊與教育設施，有120個座位的彼得·哈里遜天象館已在2007年5月開放。

## 皇家天文台，格林尼治与皇家格林尼治天文台
在20世紀的大部分時間，皇家格林尼治天文台都不在格林尼治。所有部門都在的時間只到1924年：在那一年鐵路電氣化影響了磁力計和氣象的讀數，迫使這些部門遷移到阿賓傑。而在此之前，天文台曾經堅持鄰近的電車電流不會影響到地球回歸的磁場。在1939年，當二戰期間，許多部門配合倫敦的疏散都遷移到鄉下（阿賓傑、布拉德福和索美塞特的巴斯），使在格林尼治的活動降至最低值。
在戰後的1947年，由於倫敦的光汙染，做出了遷移至格林尼治东南方約70 公里，靠近東薩塞克斯郡海爾斯罕佔地320公畝的赫斯特蒙索堡的決定。雖然天文學家，羅亞爾、哈洛德、斯潘塞、瓊斯都已經搬去了城堡，但直到整個新天文台的建築在1975年全部完成，科學家仍未全部都遷移過去。緊接著，花了兩年漫長的時間，其他的部門才全部都遷移至赫斯特蒙索堡。
艾薩克·牛頓望遠鏡是在1967年安裝在赫斯特蒙索堡的，但在1979年遷移至西班牙加那利群島的穆查丘斯罗克天文台。在1990年，皇家格林尼治天文台再度搬遷至劍橋。遵照粒子物理學和天文學研究委員會的決定，在1998年結束。在關閉以後，英王陛下航海年曆辦公室轉移到拉塞福－阿普頓實驗室，其他的工作移到在愛丁堡的英國天文技術中心。城堡的用地現在是加拿大金斯頓皇后大學和天文科學中心的國際研究中心的家。

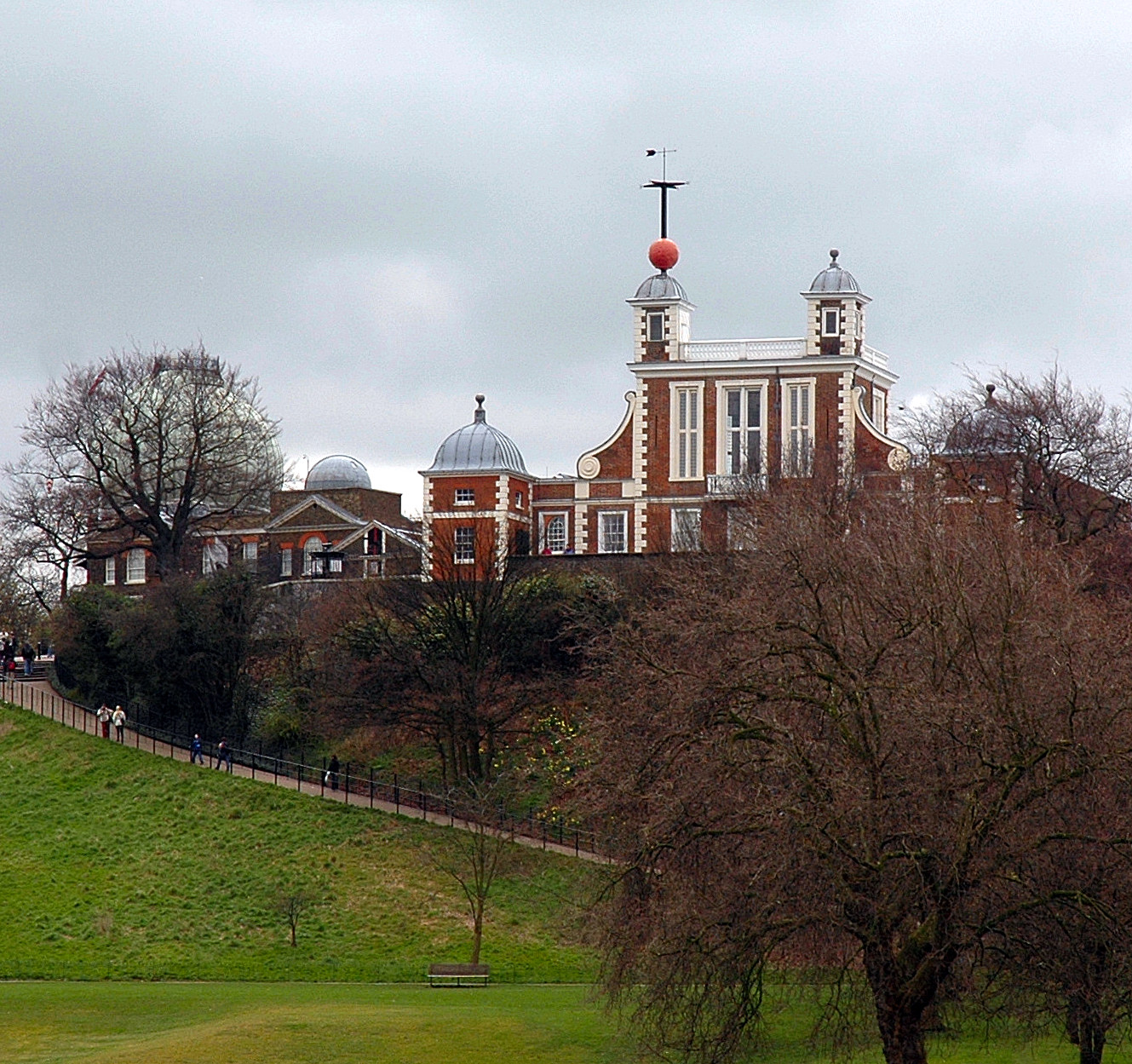
皇家天文台，格林尼治

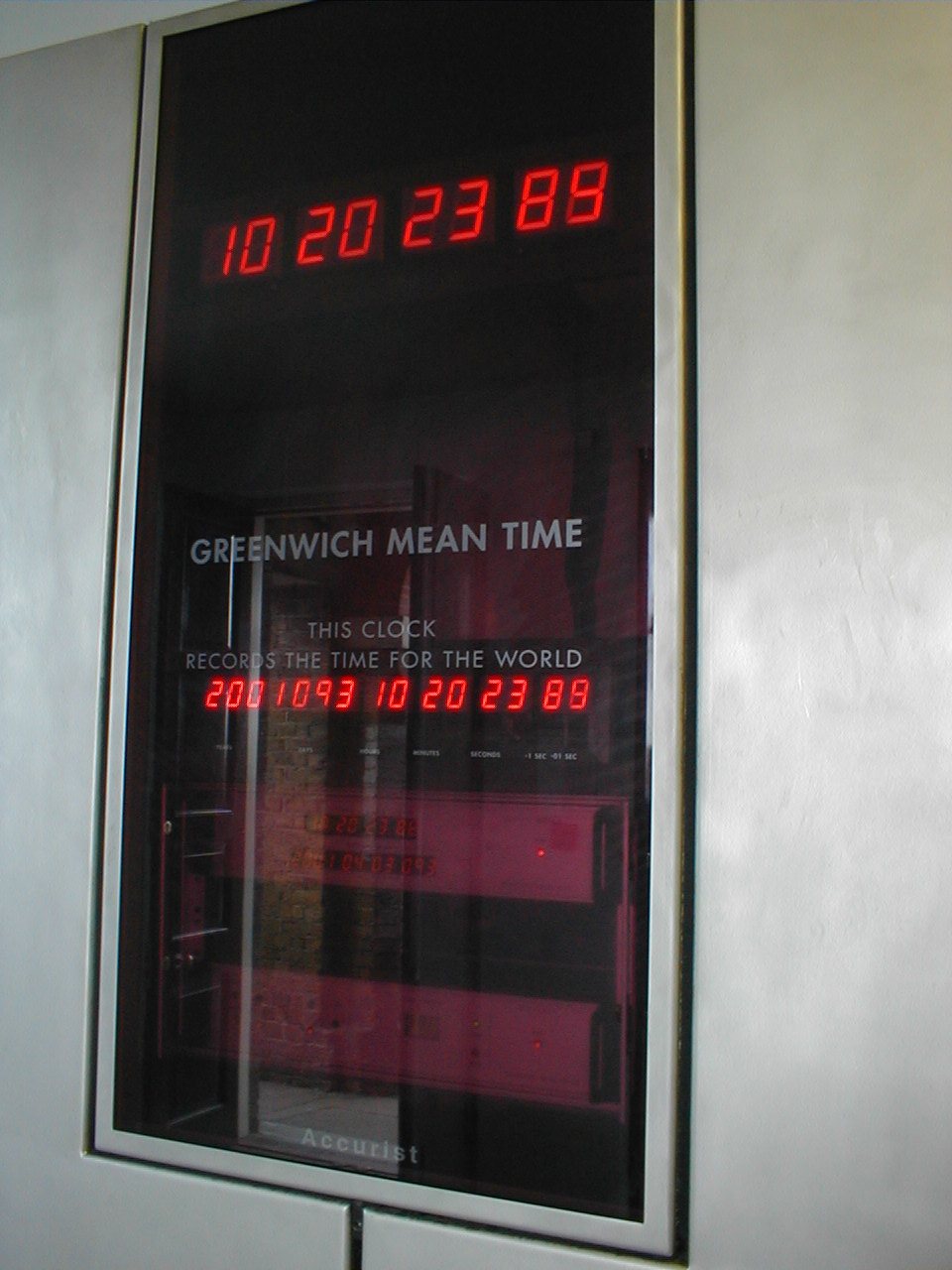
在觀測站的一個超精確計時器

## 大事記
- 1675 皇家天文台於格林尼治成立。
- 1714 經度委員會成立，設立經度獎。
- 1924 每小時的時間訊號（格林尼治時間訊號）於2月5日第一次從格林尼治皇家天文台播放。
- 1948 皇家天文台搬遷至赫斯特蒙索。
- 1957 皇家天文台完全搬遷至赫斯特蒙索，成為皇家格林尼治天文台（RGO）。原來的格林尼治地域成為老皇家天文台。
- 1990 RGO 搬遷至劍橋。
- 1998 RGO 關閉，格林尼治地域再度成為格林尼治皇家天文台，並且成為國家航海博物館的一部分。

## 参看
- 天文台列表
- 本初子午線
- 格林尼治標準時間

## 延伸讀物

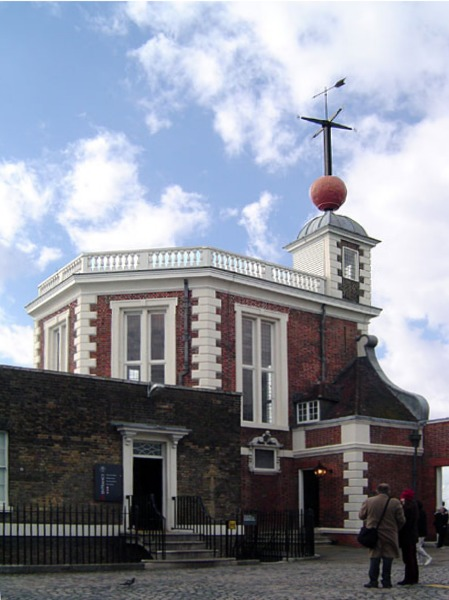
皇家格林威治天文台，報時球位於八角室的屋頂頂端

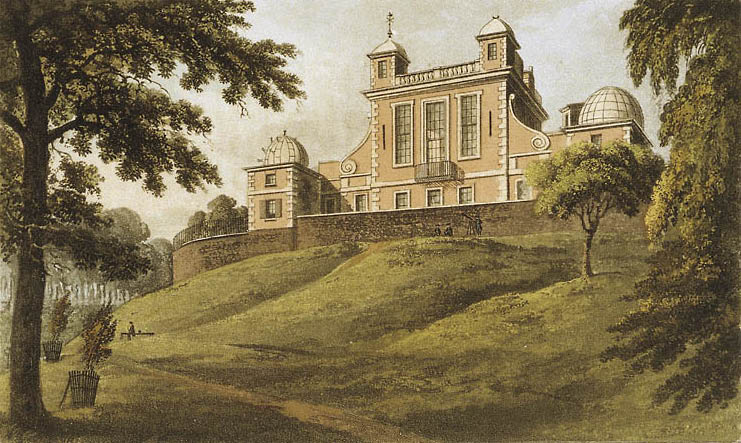
佛蘭斯蒂德在1824年的住家

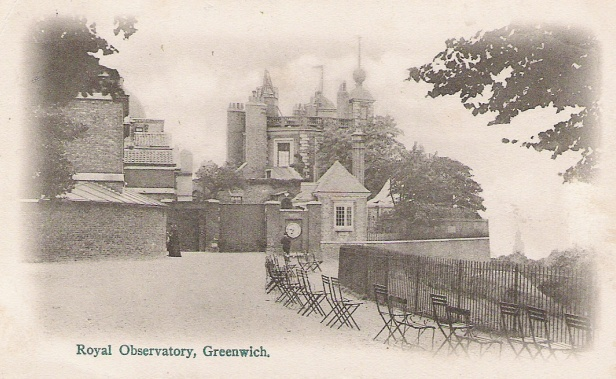
1902年發行的一張明信片上印的格林威治天文台一角

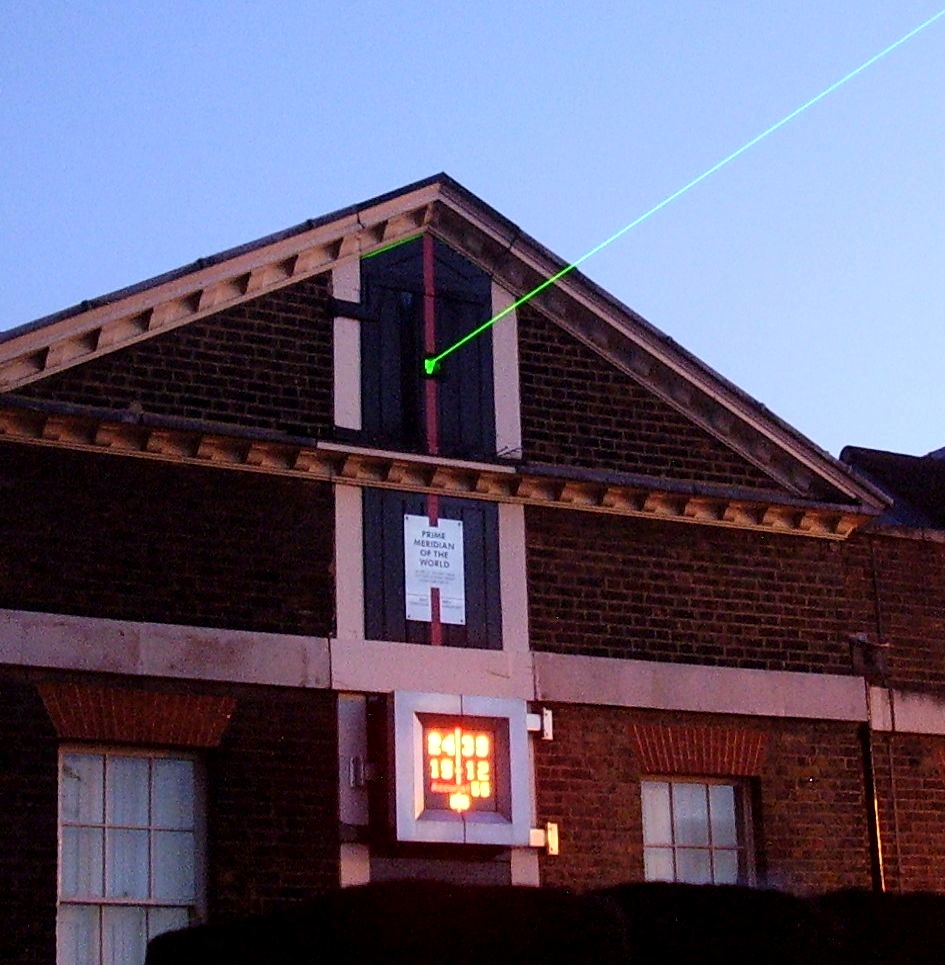
從天文台射出的雷射標誌著本初子午線

- Greenwich Observatory: ... the Royal Observatory at Greenwich and Herstmonceux, 1675-1975. London: Taylor & Francis, 1975 3v. (Vol. 1. Origins and early history (1675-1835), by Eric G. Forbes. ISBN 0-85066-093-9; Vol. 2. Recent history (1836-1975), by A.J. Meadows. ISBN 0-85066-094-7; Vol. 3. The buildings and instruments by Derek Howse. ISBN 0-85066-095-5).
- Greenwich Time and the Longitude. London: Philip Wilson, 1997, by Derek Howse. ISBN 0-85667-468-0.

## 外部連結
- Online catalogue of  the Royal Greenwich Observatory Archives (held at Cambridge University Library) （页面存档备份，存于）
- HM Nautical Almanac Office
- Aerial View of The Royal Observatory, Greenwich at Google Maps （页面存档备份，存于）
- The National Maritime Museum
- The RGO at Herstmonceux
- The Observatory Science Centre （页面存档备份，存于）
- Isaac Newton Group of Telescopes （页面存档备份，存于）
- 皇家格林尼治天文台网站 （页面存档备份，存于）